# 反扭蘚
反扭蘚（学名：Timmiella anomala）为叢蘚科反扭蘚屬下的一个种。